# زوونو-شربوویتسه
زوونو-شربوویتسه (به لهستانی:  Dzwono-Sierbowice) یک روستا در لهستان است که در گمینا پیلیتسا واقع شده‌است.